# Даниел Аврамовски
Даниел Аврамовски (на македонска литературна норма: Даниел Аврамовски) е футболист от Северна Македония, който играе като полузащитник за Кайсериспор.

## Кариера

### Работнички
Аврамовски започва кариерата си в Работнички, а след това играе и за Македония Гьорче Петров в Първа македонска футболна лига. Докато е с Работнички, Аврамовски привлича вниманието на няколко европейски клуба и през февруари 2012 г. е поканен на десетдневен пробен период с 
ФК Ливърпул.

### Цървена звезда Белград
През юли 2014 г. той подписва тригодишен договор със сръбския Цървена звезда. На 30 август 2014 г. Аврамовски вкарва при дебюта си с Цървена звезда, отбелязвайки единствения гол при победата с 1:0 срещу Спартак (Суботица) само десет минути след като влиза като резерва.
Аврамовски е даден под наем на ОФК Београд, където е прави 22 участия в първенството през сезон 2015/16.
През лятото на 2016 г. Аврамовски се завръща в Цървена звезда и получава лиценз за втори квалификационен кръг от сезон 2016/17 на Лига Европа. След известни проблеми с контузии, той не успява да играе и прекарва останалата част от годината без официални мачове за клуба. Аврамовски прекратява договора си и напуска клуба през декември същата година.

### Олимпия Любляна
На 20 декември 2016 г. Аврамовски подписва за три години и половина с Олимпия Любляна.

### Наем във Войводина
В последния ден на сръбския летен трансферен прозорец, Аврамовски преминава под наем с възможност за откупуване във Войводина.